# Даурия (посёлок)
Дау́рия — посёлок при станции в Забайкальском районе Забайкальского края. Образует сельское поселение «Даурское». Население — 2957 человек (2021).

## История
Основан в 1900 году, как разъезд, во время строительства Кайдаловской ветки (ныне Забайкальская железная дорога) — железнодорожной линии Карымская — Маньчжурия.
Около 2008 года построена церковь Спиридона Тримифунтского (архитектор — Виктор Кулеш).

## География
Находится в 438 км к юго-востоку от Читы. Второй по численности населённый пункт в Забайкальском районе после районного центра — пгт Забайкальск, расстояние до которого — 47 км.
1 декабря 2007 года в результате объединения Даурского пограничного отряда и отдельного контрольно-пропускного пункта «Забайкальск» образована Служба федерального государственного учреждения «Пограничное управление ФСБ России по Забайкальскому краю» (до 1 декабря 2007 года — Хинганский Краснознамённый пограничный отряд). Служба охраняет государственную границу между Россией, Китаем и Монголией. Расстояние до границы составляет 12 км.
На территории сельского поселения «Даурское» расположен «стык трёх границ» (России, Китая и Монголии), который представляет собой тригопункт, на каждой из трех граней которого написано название государства, к которому она обращена. Возле указанного пограничного знака в 2007 году установлен православный крест высотой около 3 метров, символизирующий начало земли русской.

## Транспорт
В посёлке находится железнодорожная станция Даурия, через которую 1 раз в сутки следует пассажирский поезд № 683/684 «Забайкальск — Чита II». Железнодорожное сообщение осуществляется на дизельной тяге, железная дорога после реконструкции в 2007 году стала двухпутной. В данный момент ведется электрификация железной дороги от станции Борзя до станции Забайкальск.
Существует автобусное сообщение, организованное частными предпринимателями. Через Даурию проходят автобусные маршруты «Чита — Забайкальск», «Борзя — Забайкальск — Краснокаменск», «Забайкальск — Красный Великан», «Забайкальск — Билитуй — Даурия».

## Связь
Имеется сотовая связь «МТС» 4G, «МегаФон» 4G, YOTA 4G. Городская связь «Ростелеком», оптоволоконный интернет.

## Население
| 1989  | 2002  | 2010  | 2013  | 2014  | 2015  | 2016  |
| ----- | ----- | ----- | ----- | ----- | ----- | ----- |
| 4879  | ↘4242 | ↘3850 | ↗4002 | ↗4029 | ↗4064 | ↘3920 |
| 2017  | 2018  | 2019  | 2020  | 2021  |       |       |
| ↗3926 | ↗3983 | ↗4000 | ↘3978 | ↘2957 |       |       |

## Памятные места
Недалеко от села обнаружены постройки VI—VIII веков, когда монголы пытались выгнать с территории киргизов.
«Долина смерти» — место массовых расстрелов борцов за Советскую власть.
Братские могилы воинов, погибших во время конфликта на КВЖД, в боях на Халхин-Голе.

## Топографические карты
- Лист карты M-50-XXI Даурия. Масштаб: 1 : 200 000. Указать дату выпуска/состояния местности.

## Известные уроженцы
Рогозов, Леонид Иванович (род. 1934) — русский врач-хирург, участник 6-й Советской антарктической экспедиции, в 1961 году сделавший сам себе операцию по поводу острого аппендицита.
Красносельский Вадим Николаевич (род. 1970) — третий Президент Приднестровской Молдавской Республики с 2016 года.